# Tomando control: Live
A Tomando Control: Live egy Wisin & Yandel koncertalbum, mely tartalmazza valamennyi híres számukat.

## Számlista
| #   | Cím                                                 | Hossz |
| --- | --------------------------------------------------- | ----- |
| 1.  | Intro: Tomando Control                              | 0:58  |
| 2.  | Pegao                                               | 3:03  |
| 3.  | Eléctrica (Gadiel közreműködésével)                 | 2:47  |
| 4.  | Mírala Bien                                         | 2:47  |
| 5.  | Entrégate                                           | 3:22  |
| 6.  | Atrévete (Franco "El Gorila" közreműködésével)      | 3:02  |
| 7.  | Fue W.                                              | 2:29  |
| 8.  | Llamé Pa' Verte (Bailando Sexy)                     | 2:29  |
| 9.  | Chambea (Tony Dize közreműködésével)                | 2:32  |
| 10. | Sin Él                                              | 2:33  |
| 11. | Yo Te Quiero                                        | 4:39  |
| 12. | Quiero Hacerte El Amor                              | 1:59  |
| 13. | Tabla                                               | 3:20  |
| 14. | El Teléfono (Héctor "El Father" közreműködésével)   | 4:49  |
| 15. | Noche De Sexo (Aventura közreműködésével)           | 3:45  |
| 16. | Nadie Como Tú (Don Omar közreműködésével)           | 3:47  |
| 17. | No Sé De Ella "MySpace" (Don Omar közreműködésével) | 4:31  |
| 18. | Pam Pam                                             | 3:46  |